# フェオドラ・ツー・ホーエンローエ＝ランゲンブルク
フェオドラ・ヴィクトリア・アーデルハイト・ツー・ホーエンローエ＝ランゲンブルク（Feodora Victoria Adelheid zu Hohenlohe-Langenburg, 1839年7月7日 - 1872年2月10日）は、ドイツのホーエンローエ＝ランゲンブルク家の侯女で、ザクセン＝マイニンゲン公ゲオルク2世の2番目の妻。

## 生涯
ホーエンローエ＝ランゲンブルク侯エルンスト1世とその妻のフェオドラ・ツー・ライニンゲンの間の三女として生まれた。同名の母フェオドラはライニンゲン侯エミッヒ・カールとザクセン＝コーブルク＝ザールフェルト公女ヴィクトリアの間の娘で、イギリスのヴィクトリア女王の異父姉にあたる。
1858年10月23日にランゲンブルクにおいて、当時は公世子だったゲオルク2世と結婚した。ゲオルク2世は最初の妻であったプロイセン王女シャルロッテと1855年に死別しており、すでに2人の子供の父親だった。19歳で結婚するまで甘やかされて育ち、公爵夫人となる準備の出来ていなかったフェオドラは、音楽に対する関心も無く、知性も持ち合わせなかった。このため、芸術家肌の夫との仲は良好とはいえなかった。
フェオドラは夫との間に3人の息子をもうけたが、1865年に三男ヴィクトルを亡くした後はマイニンゲンに引きこもるようになった。1872年、猩紅熱により32歳で死去した。

## 子女
- エルンスト（1859年 - 1941年）　 - ザクセン＝マイニンゲン家家長
- フリードリヒ（1861年 - 1914年）
- ヴィクトル（1865年）